# Peter R. Hofstätter
Peter Robert Hofstätter (* 20. Oktober 1913 in Wien; † 13. Juni 1994 in Buxtehude) war ein österreichischer Sozialpsychologe.

## Leben
Hofstätter studierte in Wien Physik und Psychologie und promovierte über die Frühentwicklung japanischer und koreanischer Kinder. Am 19. April 1940 beantragte er die Aufnahme in die NSDAP und wurde am 1. Juli aufgenommen (Mitgliedsnummer 8.450.352). Von 1937 bis 1942 war er im Reichskriegsministerium unter Max Simoneit in der Wehrmachts-Psychologie in Wien tätig und vertrat dabei Teile der nationalsozialistischen Rassenlehre. Sein Schwerpunkt war allerdings nicht die vom NS-Regime bevorzugte deskriptiv-qualitative phänomenologische Charakterkunde, sondern die quantitativ-statistische Analyse psychologischer Testdaten insbesondere durch die Faktorenanalyse. Damit stand er im Gegensatz etwa zu Arnold Gehlen, gegen dessen Einfluss er sich 1941 habilitierte. Trotz seiner Mitgliedschaft in der NSDAP galt er als „politisch unzuverlässig“, erhielt keine Lehrberechtigung und wechselte 1943 in das Reichsjustizministerium. Ungeachtet seiner Vergangenheit erhielt er 1945 einen Lehrauftrag an der Universität Graz; sein Versuch, sich als Opfer des NS-Regimes darzustellen, misslang aber.
Seine Hochschulkarriere begann, als er 1949 zu Forschungen an das Massachusetts Institute of Technology wechselte und dann bis 1956 als Dozent an der Katholischen Universität von Amerika lehrte. Hofstätter wurde nach seiner Rückkehr nach Deutschland 1956 Professor an der neu gegründeten und zwischenzeitlich aufgelösten Hochschule für Sozialwissenschaften in Wilhelmshaven. Danach wurde er in der Nachfolge von Curt Bondy am 1. Oktober 1959 auf den Lehrstuhl für Psychologie I der Universität Hamburg berufen und dort 1979 emeritiert. Bondy hatte sich vorzeitig emeritieren lassen, damit Hofstätter nach Hamburg geholt werden konnte. In seinem Werk Differentielle Psychologie vertrat er die bereits wissenschaftlich überholte These von einer angeborenen niedrigen Intelligenz der Schwarzafrikaner (und von anderen dunkelhäutigen Personen), ohne die Kritik aus Richtung der Culture Fair Intelligence Testforschung zur Kenntnis zu nehmen.
1963 veröffentlichte Hofstätter in der Wochenzeitung Die Zeit einen Artikel mit dem Titel Bewältigte Vergangenheit?, der einen Eklat auslöste. Darin stellte er den Sinn der Vergangenheitsbewältigung in Frage und plädierte für eine Generalamnestie für NS-Verbrechen. Arie Goral verurteilte Hofstätter wegen dieses Artikels. Rudolf Walter Leonhardt verteidigte Hofstätter. Er kritisierte Goral, er habe einer „Hysterie Vorschub geleistet, die sich nicht mehr an Tatsachen orientiert“. Der Journalist Karl Marx, damals Herausgeber der Allgemeinen Wochenzeitung der Juden in Deutschland, kritisierte das Eintreten Leonhardts zu Gunsten Hofstätters als „fahrlässig“, weil Leonhardt nicht Zeuge der betreffenden Vorkommnisse gewesen sei, und berichtete über bezeugte Äußerungen Hofstätters wie: „Die Ausrottung der Juden war im juristischen Sinne kein Mord. Hitler und der nationalsozialistische Staat hatten den Juden quasi den Krieg erklärt, und so entsprach es allein dem, diesen Feind auszurotten. Die Tötungen wurden ausgeführt von Soldaten in Uniformen einer Nation, die sich im Kriegszustand befand.“ Bundeswehrgeneral von Kielmansegg bezeichnete Hofstätters Konzept als „unvereinbar mit dem soldatischen Ehrbegriff“.
Nach Kritik durch weitere Autoren zog sich Hofstätter zunehmend auf seinen Lehrstuhl an der Universität Hamburg zurück und äußerte sich später nur noch selten zu politischen Themen. Er war langjähriger Kolumnist im Hamburger Abendblatt.

## Wissenschaftliches Werk
Hofstätter gelang nach seiner Rückkehr nach Deutschland mit dem von ihm verfassten Fischer-Lexikon für Psychologie, das 1981 eine Auflage von über 600 Tsd. erreichte, ein psychologischer Bestseller. In dem Lexikon stellte er viele psychologische Erkenntnisse dar, die in der deutschen Psychologie aufgrund der internationalen Abschottung während des Dritten Reiches unbeachtet geblieben waren. Das Standardwerk trug dazu bei, die in weiten Teilen geisteswissenschaftlich ausgerichtete Psychologie in Deutschland gravierend zu ändern und hier einen weltweit akzeptierten fachlichen Standard zu gewähren. In seiner Arbeitsgruppe an der Universität Hamburg entstanden zahlreiche empirische Untersuchungen zu Sozialstereotypen über viele Bevölkerungsgruppen, die mit der Methodik der Polaritästprofile oder von Bildwahlen gewonnen und faktoranalytisch ausgewertet wurden. Seine profunde Vertrautheit mit den griechischen Philosophie erlaubten ihm überraschende Analogien zwischen aktuellen Denkweisen und früheren Überlegungen aufzuweisen. Ebenso interpretierte er kulturelle Sachverhalte und analysierte mit entscheidungs- und spieltheoretischen Überlegungen etwa die Vorgänge in Mozarts Così fan tutte. Mit seiner Publikation über Gruppendynamik wiederbelebte er die experimentelle Kleingruppenforschung und setzte dieses Forschungsgebiet mit seinen Werken zur Sozialpsychologie fort. Ihm ist auch der Import empirisch-quantitativer Methoden, insbesondere die Faktorenanalyse, in die deutsche Psychologie zu verdanken. Zudem war er ein bedeutender Vertreter der Persönlichkeitspsychologie. Durch seine dreizehnteilige Reihe im Ersten deutschen Fernsehen zum Thema Menschen im Betrieb und seinem Buch Rädchen im Getriebe qualifizierte er sich auch als Arbeits- und Betriebspsychologe. Darüber hinaus beschäftigte er sich mit zwei Werken, publiziert 1935 und 1948, auch mit der Tiefenpsychologie. In seinem Werk Die Psychologie und das Leben begründete er seine Meinung, es sei Aufgabe der Psychologie, ihre Erkenntnisse der Allgemeinheit zur Verfügung zu stellen, um Fehler bei Handlungsentscheidungen zu vermeiden.

## Auszeichnungen
- 1982: Kardinal-Innitzer-Preis
- 1984: Konrad-Adenauer-Preis der Deutschland-Stiftung für Wissenschaft

## Schriften (Auswahl)
- Die Psychologie der öffentlichen Meinung. Braumüller, Wien 1949
- Gruppendynamik. Die Kritik der Massenpsychologie. Rowohlt, Hamburg 1957, ISBN 3-499-55038-5 (3. Aufl. 1993, ISBN 3-499-55430-5).
- Psychologie. Erstveröffentlichung 1957. S. Fischer Verlag, Frankfurt 1968 (357.–376. Tausend)
- Einführung in die Sozialpsychologie (= Kröners Taschenausgabe. Band 295). 5., durchgesehene und verbesserte Auflage. Kröner, Stuttgart 1973, ISBN 3-520-29505-7.
- Sozialpsychologie. de Gruyter, 1973, ISBN 3-11-004309-2
- Quantitative Methoden der Psychologie I (zus. mit Dirk Wendt) Springer, Heidelberg 1974, ISBN 3-540-79602-9
- Persönlichkeitsforschung (= Kröners Taschenausgabe. Band 403). 2. Auflage. Kröner, Stuttgart 1977, ISBN 3-520-40302-1 (1. Aufl. u.d.T. Differentielle Psychologie, 1971).
- Individuum und Gesellschaft. Ullstein, Berlin 1984, ISBN 3-548-02955-8
- Psychologie zwischen Kenntnis und Kult. Oldenbourg, München 1984, ISBN 3-486-52281-7.
- Deutsche Wehrmachtpsychologie 1914–1945. Einführung P. R. Hofstätter (weitere Verf.: Leonhard von Renthe-Fink, Siegfried J. Gerathewohl, Werner Fritscher) Verlag für Wehrwissenschaften, München 1985, ISBN 3-8219-0019-9 und ISBN 3-8219-0016-4
- Bedingungen der Zufriedenheit. Edition Interfrom, 1986, ISBN 3-7201-5192-1